# Detritivora gallardi
Espèce
Detritivora gallardi est une espèce d'insectes lépidoptères (papillons) de la famille des Riodinidae et du genre Detritivora.

## Systématique
Detritivora gallardi a été décrit par Jason Piers Wilton Hall et Donald J. Harvey (d) en 2001 sous le nom de Charis gallardi .

## Étymologie
Son nom spécifique, gallardi, lui a été donné en l'honneur de Jean-Yves Gallard, entomologiste français spécialiste de la famille des Riodinidae.

## Écologie et distribution
Detritivora gallardi réside en Guyane, au Guyana et au Brésil.

### Protection
Pas de statut de protection particulier.